# Еммі Рейвер-Лемпман
Еммі Рейвер-Лемпман (іноді Ревер, англ. Emmy Raver-Lampman, при народженні Емілі Крістін Рейвер Лемпман, англ. Emily Christine Raver Lampman; нар. 5 вересня 1988, Норфолк, Вірджинія, США) — американська театральна, телевізійна та кіноактриса і співачка. Почала свою кар'єру в музичному театрі, виступала в різних бродвейських і національних гастрольних постановках мюзиклів, таких як «Волосся», «Джекіл і Гайд», «Зла» і «Гамільтон». З 2019 року вона грає Еллісон Гаргрівз («Номер Три») у серіалі Netflix «Академія Амбрелла».

## Раннє життя
Народилася й виросла в Норфолку, штат Вірджинія. Новонародженою була вдочерена парою викладачів університету, Грегом (також письменник) і Шерон. Вона була єдиною дитиною, багато подорожувала (понад 50 країн) і маленькою жила в Чехії, Україні та Індії, завдяки роботі своєї матері. Пізніше у неї з'явилася зведена сестра, яка молодша на двадцять років.
Відвідувала школу театрального мистецтва, Губернаторську школу мистецтв, а також середню школу імені Метью Фонтейна Морі в Норфолку. Потім вона відвідувала приватний Манхеттенський коледж Мерімонт у Нью-Йорку. Акторську кар'єру розпочала в коледжі, і коли зіграла роль у постановці «Волосся», то тимчасово залишила навчання лише за семестр до випуску, але у 2012 році повернулася та здобула ступінь бакалавра театрального мистецтва.

## Кар'єра
Акторську кар'єру розпочала в мюзиклах, першою професійною театральною роллю стала вистава «Діти Едему» у травні 2010 року, яку поставили в Центрі театрального мистецтва «Асторія». Вона пройшла прослуховування для мюзиклу, коли була на другому курсі коледжу, і отримала головну роль. Згодом, у тому ж 2010 році, пройшла прослуховування та приєдналася до національного туру «Волосся» у 2010 році, після чого змогла приєднатися до акторської профспілки Асоціація акторського капіталу.
Улітку 2011 року дебютувала на Бродвеї з гастрольною постановкою «Волосся», у вересні завершила гастролі. Наступної осені приєдналася до 3-го національного туру мюзиклу «Джекіл і Гайд» як учасник трупи та дублер виконавиці головної ролі Люсі Гарріс. Постановку перенесли на Бродвей у квітні 2013 року на два місяці, але закрили через місяць. Пізніше, у 2013 році, отримала роль в оригінальній виставі на Бродвеї «Ніч із Дженіс Джоплін». Вона виступала дублером до закриття вистави в лютому 2014 року, а згодом її прийняли в трупу для першого американського туру мюзиклу «Зла» як дублера на головну роль Ельфаби.
Після річного контракту, в березні 2015 року, повернулася до Нью-Йорка, де пізніше пройшла прослуховування на одну з двох ролей у мюзиклі «Гамільтон» та стала учасницею оригінального акторського складу вистави на Бродвеї, а також дублером для всіх трьох головних жіночих ролей: Анжеліки, Елізи та Пеггі (Марії Рейнольдс). «Гамільтон» дебютував у серпні 2015 року. У вересні 2015 була учасницею оригінального рок-мюзиклу «Галілей». У грудні того ж року взяла участь у постановці-імпровізації театру MCC «Аліса на пам'ять».
У січні 2016 року було оголошено, що її взяли на роль Перл Крабс у чиказькому тестуванні мюзиклу «Губка Боб Квадратні Штани». У квітні 2016 року залишила «Гамільтон», але у вересні повернулася та брала участь у ролі Анжеліки в постановках у Чикаго та для першого національного туру, що тривав до кінця 2017 року, в тому числі в Сан-Франциско та Лос-Анджелесі.
Наприкінці 2019 року було оголошено, що вона приєднається до своєї колишньої колеги по акторському складу «Гамільтона» Солеї Пфайффер в новому оригінальному мюзиклі «Зброя і порох» режисера Роберта О'Хара. Вистави тривали місяць із 28 січня 2020 року в Арлінгтоні, штат Вірджинія.
Свою першу велику телевізійну роль зіграла у 2017 році, виконавши роль Еллісон Гаргрівз у телесеріалі «Академія Амбрелла», разом з акторами Елліотом Пейджем і Томом Гоппером та іншими. Шоу було знято протягом першої половини 2018 року та вийшло на Netflix у лютому 2019 року. Телесеріал став третім за популярністю на платформі Netflix у 2019 році з понад 45 мільйонами глядачів. Рейвер-Лемпман знімалася також у другому сезоні, прем'єра якого відбулася в липні 2020 року.
Протягом 2019 року вона також виконувала гостьові ролі в таких телевізійних шоу, як «Мільйон дрібниць» і «Незаймана Джейн». Як співачка взяла участь у створенні альбому «Seven Nights in Chicago» музикантів Давіда Діґґса та Рафаеля Касаля. 
У липні 2020 року було оголошено, що Рейвер-Лемпман замінить Крістен Белл, яка озвучувала Моллі Тіллерман у серіалі Apple TV+ «Центральний парк». Анонс було зроблено після того, як Белл відмовилася від своєї ролі через суперечку щодо змішаної раси свого персонажа. Рейвер-Лемпман озвучила Моллі у другому сезоні серіалу.

## Особисте життя
Еммі Рейвер-Лемпман перебуває у стосунках із Давідом Діґґсом, з яким вона познайомилася у 2015 році, під час спільної участі в мюзиклі «Гамільтон». У вересні 2023 року Еммі та Давід оголосили на своїх сторінках в Instagram, що очікують первістка. Вони оголосили про народження своєї першої дитини в березні 2024 року.

## Творчий доробок

### Театр
| Рік       | Назва                     | Оригінальна назва         | Роль                                             | Місце вистави                                       | Примітки                        |
| --------- | ------------------------- | ------------------------- | ------------------------------------------------ | --------------------------------------------------- | ------------------------------- |
| 2010      | Діти Едему                | Children of Eden          | Єва / Мама Ноя                                   | Astoria Performing Arts Center: травень 2010        | Off-off-Broadway production     |
| 2010-2011 | Волосся                   | Hair                      | Дублер: Діонна, Авраам Лінкольн                  | National Tour: жовтень 2010 — червень 2011          | National tour                   |
| 2010-2011 | Волосся                   | Hair                      | Дублер: Діонна, Авраам Лінкольн                  | St. James Theatre: липень — вересень 2011           | Broadway return of tour         |
| 2012-2013 | Джекіл і Гайд             | Jekyll & Hyde             | Дублер: Люсі Гарріс                              | National Tour: жовтень 2012 — березень 2013         | Third national tour             |
| 2012-2013 | Джекіл і Гайд             | Jekyll & Hyde             | Дублер: Люсі Гарріс                              | Marquis Theatre: квітень — травень 2013             | Broadway revival                |
| 2013-2014 | Ніч із Дженіс Джоплін     | A Night with Janis Joplin | Дублер: Джоплінарес                              | Lyceum Theatre: жовтень 2013 — лютий 2014           | Original Broadway cast          |
| 2014-2015 | Зла                       | Wicked                    | Ельфаба (в запасі)                               | National Tour: лютий 2014 — березень 2015           | First national tour replacement |
| 2015-2017 | Гамільтон                 | Hamilton                  | Дублер: Анжеліка, Еліза, Пеггі / Марія Рейнольдс | Richard Rodgers Theatre: липень 2015 — квітень 2016 | Original Broadway production    |
| 2015-2017 | Гамільтон                 | Hamilton                  | Дублер: Анжеліка, Еліза, Пеггі / Марія Рейнольдс | CIBC Theatre: вересень 2016 — лютий 2017            | Chicago production              |
| 2015-2017 | Гамільтон                 | Hamilton                  | Анжеліка                                         | Angelica Tour: березень — грудень 2017              | First national tour             |
| 2016      | Губка Боб Квадратні Штани | SpongeBob SquarePants     | Перл Крабс                                       | Oriental Theatre: червень — липень 2016             | Original Chicago production     |
| 2020      | Зброя і порох             | Gun & Powder              | Марта                                            | Signature Theatre: січень — лютий 2020              | Original Virginia production    |

### Дискографія
- Hamilton (Original Broadway Cast Recording) (2015); учасниця трупи[28];
- Bonnie and Clyde and a Whole Lotta Jazz (Live at 54 Below) (2016), композитор Френк Вайлдгорн; вокалістка[29];
- SpongeBob SquarePants, The New Musical (2017); учасниця трупи та виконавиця «Daddy Knows Best»[30];
- Blindspotting: The Collin EP (2018), автори — Давід Діґґс і Рафіель Касаль; виконавиця «Something in the Water»[31];
- The Umbrella Academy (Original Series Soundtrack) (2019), композитор Джефф Руссо; вокалістка, виконавиця «Stormy Weather»[32];
- Seven Nights in Chicago (2019), автори — Давід Діґґс і Рафіель Касаль; виконавиця «At this Point» і «No Feels»[33];
- The Good & The Bad (2019), композитор Ентоні Рамос; бек-вокалістка, виконавиця «Come Back Home»[34];
- Three Points of Contact (2019), концертний альбом Раяна Скотта Олівера; виконавиця «Bleed You Dry»[35].

### Фільми
| Рік  | Назва                 | Оригінальна назва     | Роль                    | Примітки                  |
| ---- | --------------------- | --------------------- | ----------------------- | ------------------------- |
| 2019 | Ліпнина               | Stucco                | Релаксатор              | Короткометражний фільм    |
| 2020 | аТипова середа        | aTypical Wednesday    | Міллі                   |                           |
| 2021 | Фільм жахів без назви | Untitled Horror Movie | Алекс                   | Також виконавчий продюсер |
| 2022 | Дог                   | Dog                   | Белла                   |                           |
| 2022 | Чорне світло          | Blacklight            | Міра Джонс              |                           |
| 2022 | Гетлоп                | Gatlopp               | Сем                     |                           |
| 2024 | Бджоляр               | The Beekeeper         | Агент ФБР Верона Паркер |                           |

### Телебачення
| Рік       | Назва               | Оригінальна назва       | Роль                                 | Примітки                                                                           |
| --------- | ------------------- | ----------------------- | ------------------------------------ | ---------------------------------------------------------------------------------- |
| 2016      | Неправильна мама    | Odd Mom Out             | Жінка на побачення                   | Епізод «Hamming It Up»                                                             |
| 2018      | Мільйон дрібниць    | A Million Little Things | Ребекка                              | Епізод «Friday Night Dinner»                                                       |
| 2019      | Американський тато! | American Dad!           | Турагент (голос)                     | Епізод «Stompe le Monde»                                                           |
| 2019      | Незаймана Джейн     | Jane the Virgin         | Лілі Лофтон                          | Епізоди «Chapter Ninety-seven» та «Chapter Ninety-eight»                           |
| 2019      | Робоцип             | Robot Chicken           | Peppermint / Boy's Mother (озвучка)  | Епізод «Robot Chicken's Santa's Dead (Spoiler Alert) Holiday Murder Thing Special» |
| 2019-     | Академія Амбрелла   | The Umbrella Academy    | Еллісон Гаргрівз / Номер три / Чутки | Головна роль (30 епізодів)                                                         |
| 2021-2022 | Центральний парк    | Central Park            | Моллі Тіллерман (голос)              | Головна роль (з 2-го сезону)                                                       |
| 2022      | Удалося!            | Nailed It!              | камео                                | Епізод «Umbrella Academy»                                                          |
| 2022      | Сім'янин            | Family Guy              | Мері Елізабет, Бекка Раян (голос)    | Епізод «Get Stewie»                                                                |